# Delišimunović
Delišimunović (Delisimonovich, Dellisimunovich, Delljsimonovich, Dellissimunovich), hrvatska plemićka obitelj, grana obitelji Radojčić. 

## Povijest
Sin Ivana Radojčića Šimun, po čijem je nadimku, Delišimun, obitelj i dobila novo prezime, oko 1530–37. godine bio je kaštelan Klisa. S tog područja obitelj se preselila u Pokuplje. Muški članovi obitelji bili su u vojnoj službi Vojne krajine. Šimunov sin Petar bio je posljednji kaštelan Blagaja na Korani, prije nego što su ga osvojili Osmanlije (1584.), i kapetan u Gvozdanskom.
U 17. stoljeću ističe se Krsto (u. oko 1696.), Franjin sin, kojemu 1659. godine kralj Leopold I. potvrđuje plemstvo pa njemu i njegovim rođacima dodjeljuje grb. Za Zrinsko-frankapanske urote bio je vjeran kralju i kao nagradu za vjernost 1677. godine dobio Turanj. Godine 1675. dobio je barunsku titulu. Kako nije imao djece, Krsto je 1676. godine posinio Franju Krstu Jelačića, koji je uzeo njegovo prezime i naslijedio posjede.
Franjo Krsto sudjelovao je 1693. godine u vojnim akcijama oko rijeke Une. Godine 1702. bavio se pitanjem podređivanja Varaždinskoga generalata banskoj upravi. Skupa s Franjom Vragovićem 1704. zapovijedao je hrvatskom vojskom upućenom u Ugarsku za ustanka Franje  II. Rakóczyja. Godine 1705. postao je zapovjednikom Kostajnice. U početku 18. stoljeću sudjelovao je u gušenju I. vlaške bune te Kupske bune u Banskoj krajini. Grofovski naslov i novi, prošireni grb dobio je 1708. godine. Sudjelovao je 1712. godine u radu Hrvatskoga sabora pri donošenju Pragmatičke sankcije. Umro je bez potomaka 1712. godine u Gori kraj Petrinje. Posjede je naslijedila njegova supruga Barbara Sidonija, koja je umrla 1713. godine, ostavivši oporučno svoja imanja crkvama i samostanima.
Delišimunovići iz sporedne grane potvrdu svojega plemstva dobili su 1686. godine. U drugoj polovici 18. stoljeća Delišimunovići se spominju u Žumberku kao plemići jednoselci. Njihovi potomci žive i danas u Petričkom Selu.

## Naslovi
Glavna grana
- plemeniti (1659. – 1675.)
- barun (1675. – 1708.)
- grof (1708. – 1712.)

Sporedna grana
- plemeniti (od 1686.)

## Vanjske poveznice
- Službena stranica